# Саддл-Рівер (Нью-Джерсі)
Саддл-Рівер (англ. Saddle River) — місто (англ. borough) в США, в окрузі Берген штату Нью-Джерсі. Населення — 3372 особи (2020).

## Географія
Саддл-Рівер розташований за координатами 41°1′25″ пн. ш. 74°5′33″ зх. д. / 41.02361° пн. ш. 74.09250° зх. д. (41.023696, -74.092553).  За даними Бюро перепису населення США в 2010 році місто мало площу 12,90 км², з яких 12,75 км² — суходіл та 0,14 км² — водойми.

## Демографія
Згідно з переписом 2010 року, у селищі мешкали 3152 особи в 1216 домогосподарствах у складі 894 родин. Було 1341 помешкання
Расовий склад населення:
| - 84,7 % — білих - 9,4 % — азіатів - 2,1 % — чорних або афроамериканців - 0,1 % — вихідців з тихоокеанських островів - 0,1 % — корінних американців - 1,2 % — осіб інших рас |

До двох чи більше рас належало 2,4 %. Частка іспаномовних становила 5,1 % від усіх жителів.
За віковим діапазоном населення розподілялося таким чином: 21,1 % — особи молодші 18 років, 54,4 % — особи у віці 18—64 років, 24,5 % — особи у віці 65 років та старші. Медіана віку мешканця становила 50,5 року. На 100 осіб жіночої статі у селищі припадало 89,8 чоловіків;  на 100 жінок у віці від 18 років та старших — 86,9 чоловіків також старших 18 років.
Середній дохід на одне домашнє господарство  становив 238 805 доларів США (медіана — 121 026), а середній дохід на одну сім'ю — 289 053 долари (медіана — 138 542). Медіана доходів становила 103 958 доларів для чоловіків та 56 071 долар для жінок. За межею бідності перебувало 1,3 % осіб, у тому числі 0,0 % дітей у віці до 18 років та 2,8 % осіб у віці 65 років та старших.
Цивільне працевлаштоване населення становило 1442 особи. Основні галузі зайнятості: освіта, охорона здоров'я та соціальна допомога — 23,8 %, науковці, спеціалісти, менеджери — 23,2 %, фінанси, страхування та нерухомість — 15,1 %, мистецтво, розваги та відпочинок — 9,5 %.